# 交響曲第0番 (シュニトケ)
交響曲第0番は、アルフレート・シュニトケがモスクワ音楽院在籍時に作曲した最初の交響曲である。この交響曲は番号が与えられず、非公式に交響曲第0番と呼ばれている。

## 概要
シュニトケがまだ学生だった時に管弦楽作品を作曲し始めた。これらの作品は依然として未完成状態のままで、総譜は全部、または一部散逸していた。1956年から翌年にかけてモスクワ音楽院でニコライ・ミャスコフスキーの弟子エフゲニー・ゴルベフから指導を受けていた。シュニトケは多様式主義の作曲で知られていたが、ここではロマン派のスタイルに回帰している。この作品は明らかにロマン派の交響曲である。彼はミャスコフスキーの27曲の交響曲を聴いたが、ショスタコーヴィチの15曲の交響曲も同様に聴いた。1948年に両方の作曲家の役割を演じたため、権威者によって退廃的な西洋音楽の烙印を押されて不評を買った。シュニトケは若い時にその音楽がいつでも受け継がれていることに気づいているか、または気づいていなかった。

## 編成
フルート3 (3rdフルートはピッコロ持ち替え)、オーボエ2 (2ndオーボエはイングリッシュホルン持ち替え)、クラリネット3、ファゴット2、ホルン4、トランペット3、トロンボーン3、チューバ、パーカッション、チェンバロ、ピアノ、弦楽合奏

## 楽曲構成
演奏時間は標準的な交響曲の形式である40分である
- 第1楽章 Allegro ma non trropo - Allegro
- 第2楽章 Allegro vivace
- 第3楽章 Andante
- 第4楽章 Allegro